# Giacomo Antonio Perti
Giacomo Antonio Perti, italijanski baročni skladatelj, * 1661, † 10. april 1756.
Bil je učitelj Torellija in Martinija.